# Andrzej Gieniusz
Andrzej Gieniusz (ur. 7 grudnia 1958 w Szczecinie) – polski biblista, duchowny katolicki, zmartwychwstaniec, wykładowca akademicki.

## Życiorys
Jest członkiem Zgromadzenia Zmartwychwstania Pana Naszego Jezusa Chrystusa. Studiował w Papieskiej Akademii Teologicznej w Krakowie i Papieskim Instytucie Biblijnym w Rzymie, gdzie uzyskał stopień doktora. Od 2002 jest profesorem Papieskiego Uniwersytetu Urbaniana. Jest także członkiem redakcji kwartalnika Biblica. Jako tłumacz brał udział w przygotowaniu ekumenicznego przekładu Biblii. Dokonał tłumaczenia 2. Listu do Koryntian. W 2016 został wybrany członkiem nowej redakcji naukowej Biblii Tysiąclecia (wydanie VI), odpowiedzianym za Nowy Testament. 
Należy do Międzynarodowego Towarzystwa Naukowego „Fides et ratio”. 23 czerwca 2025 w Ambasadzie Rzeczypospolitej Polskiej przy Stolicy Apostolskiej otrzymał Krzyż Oficerski Orderu Odrodzenia Polski